# Josef Ostrčil

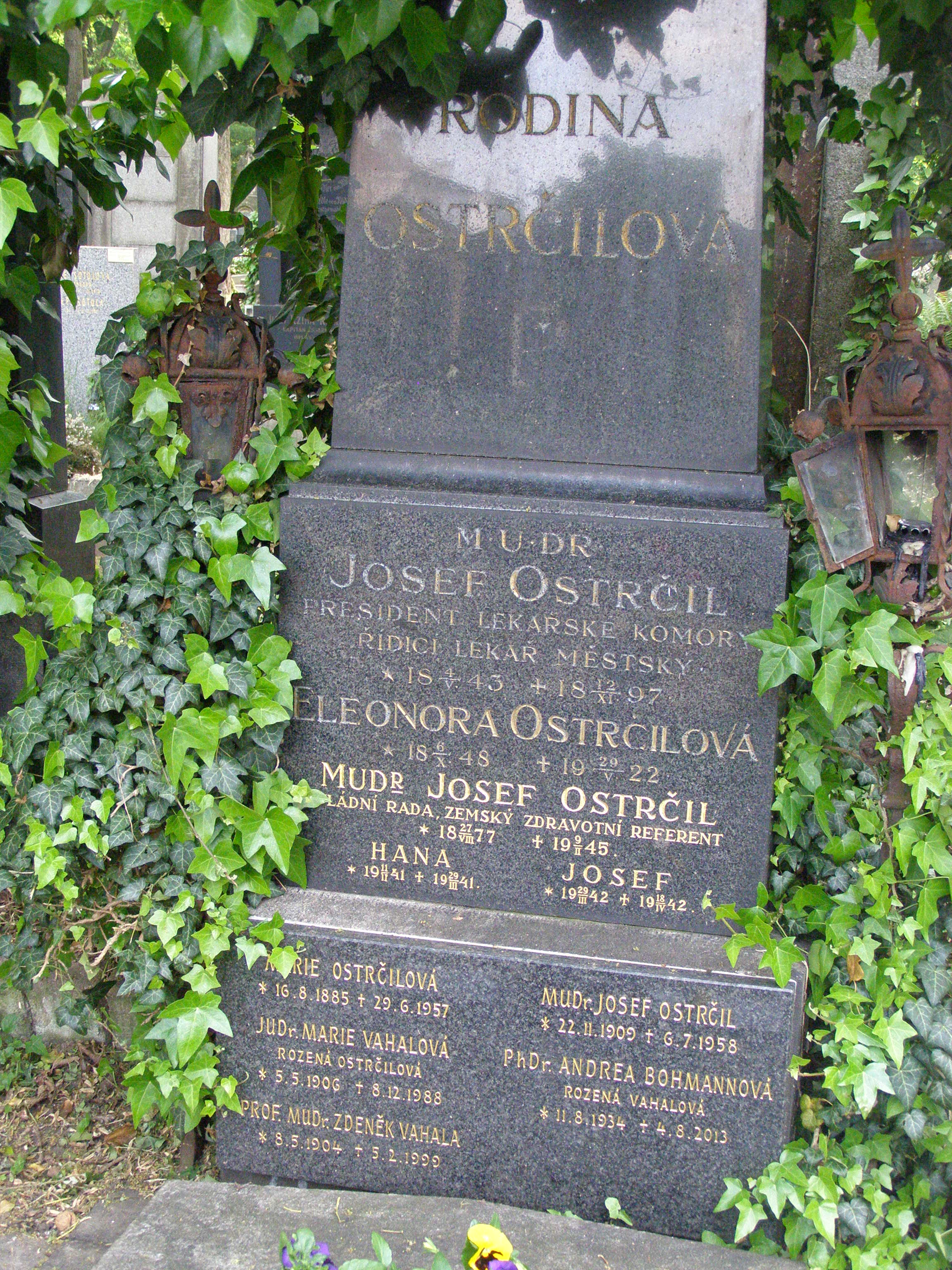
Hrob na hřbitově Malvazinky v Praze

Josef Ostrčil (4. května 1843 Věžky u Přerova – 12. listopadu 1897 Smíchov) byl český lékař, porodník, první předseda Komory lékařů pro Království české, která předcházela České lékařské komoře. Byl otcem hudebního skladatele Otakara Ostrčila a gynekologa Antonína Ostrčila.

## Život

### Mládí
Narodil se ve Věžkách u Přerova. Po absolutoriu základní a střední školy vystudoval medicínu a následně se usídlil na Smíchově u Prahy. Zde se stal známým a vyhledávaným porodníkem, oženil se s Elleanorou Kallabovou a založil rodinu.

### Komora lékařů pro Království české
Následně získal Josef Ostrčil funkci smíchovského městského lékaře, předsedy Ústřední jednoty českých lékařů a pokladníka Spolku českých lékařů.
Na základě zákona Říšské rady z roku 1891 bylo rozhodnuto o nutném zřízení lékařských komor, bez jejichž členství nesměl lékař vykonávat praxi. V případě území Království českého (lékařská komora pro Markrabství moravské byla zřízena již roku 1893 se sídlem v Opavě) byla v rámci svého zřízení na základě požadavků německých lékařů komora rozdělena na českou a německou sekci. Z obou sekcí byl pak střídavě vybírán prezident komory s jednoletým funkčním obdobím. Komora lékařů pro Království české byla založena roku 1894, jejím prvním předsedou (prezidentem) byl v prosinci téhož roku zvolen Josef Ostrčil.
Na jeho práci ve funkci následně navázal pozdější předseda komory, psychiatr Antonín Heveroch, který do funkce nedlouho po něm.

### Úmrtí
Josef Ostrčil zemřel na Smíchově 12. listopadu 1897 ve věku 54 let na zánět pobřišnice. Pohřben byl na hřbitově Malvazinky.

### Rodinný život
S Elleonorou, rozenou Kallabovou, měli celkem čtyři děti, tři syny a jednu dceru. Syn Antonín vystudoval medicínu a stal se uznávaným pražským gynekologem a státním radou, nejmladší Otakar se proslavil jako hudební skladatel a dirigent.